# Helarctos malayanus malayanus
El oso malayo del Sol (Helarctos malayanus malayanus) es una de las dos subespecies del oso malayo (Helarctos malayanus), un mamífero carnívoro de la familia de los úrsidos. Habita en los bosques tropicales del sureste asiático, concretamente en el centro-oeste de Birmania, Indochina, Malaca y Sumatra